# Dave Mackintosh
Dave Mackintosh (Glasgow, Škotska 10. rujna 1977.) škotski je bubnjar, najbolje poznat kao bivši bubnjar engleskog power metal sastava DragonForce. Poznat je po intenzivno brzom bubnjanju, što se najbolje čuje na albumima DragonForcea.
Mackintosh je također svirao bubnjeve na dvama albumima engleskog simfonijskog black metal-sastava Bal-Sagoth: The Power Cosmic i Atlantis Ascendant.
Glavni uzori su mu Neil Peart, Mercury Caronia, Mike Portnoy, Tommy Aldridge, Charlie Benante, Ingo Schwichtenberg, Nicko McBrain, Jonny Maudling i Vinnie Paul.
Dana 3. lipnja 2014. godine objavljeno je kako je Mackintosh napustio DragonForce kako bi se posvetio svojoj ljubavi prema progresivnom rocku i trenutačno je bubnjar sastava Soulweaver.

## Diskografija s DragonForceom
- Sonic Firestorm (2004.)
- Inhuman Rampage (2006.)
- Ultra Beatdown (2008.)
- The Power Within (2012.)
- Maximum Overload (2014.)